# 김칠성
김칠성(金七星, 1897년 6월 24일 ~ 1984년 5월 21일
)은 대한민국의 정치인이다. 제2대 국회의원을 지냈다.
부산 출생으로 니혼 대학 경제학부를 졸업하고, 경제연구소장, 제2대 국회의원을 역임하였다. 독립운동에도 참여하였다. 한국전쟁 때 납북되었다.

## 참고자료
- 김칠성 - 대한민국헌정회
- 부산을 기반으로 한 상사 경영, 독립운동자금 지원 등의 기록 남아있음.
- 6.25 전쟁 발발 당시, 대부분의 관료들이 피난길에 올랐으나, 일부 의식있는 정치인들은 수도를 지키기 위해 남아있었음. 서울을 점령한 북한군이 남한의 주요인사들을 색출하던 중, 모처에서 체포되어 납북됨.

## 역대 선거 결과
| 실시년도 | 선거   | 대수 | 직책     | 선거구         | 정당   | 득표수  | 득표율          | 순위 | 당락 | 비고 |
| -------- | ------ | ---- | -------- | -------------- | ------ | ------- | --------------- | ---- | ---- | ---- |
| 1950년   | 총선   | 2대  | 국회의원 | 경남 부산시 병 | 무소속 | 9,727표 | \| \| 32.21% \| | 1위  |      | 초선 |
|          | 32.21% |      |          |                |        |         |                 |      |      |      |